# Franz Ferdinand
Franz Ferdinand es una banda escocesa de indie rock, formada en Glasgow en 2001. La banda originalmente estaba compuesta por Alex Kapranos como voz principal, guitarra solista y teclados, Bob Hardy en el bajo, Nick McCarthy en la guitarra rítmica, teclados y coros y Paul Thomson en la batería, percusión, guitarra y coros.
Tras el poco éxito de su primer sencillo, Darts of Pleasure, el grupo alcanzó buenos puestos después de que su segundo sencillo, "Take Me Out" (publicado el 12 de enero de 2004), llegó al n.º 3 en los rankings del Reino Unido seguido de su álbum debut Franz Ferdinand (publicado el 9 de febrero de 2004), que debutó en el Reino Unido en el puesto número 3. La banda ganó el Premio Mercury 2004 y dos Premios Brit en el año 2005 por mejor grupo británico y mejor actuación de rock británico. NME nombró a Franz Ferdinand como álbum del año. De este álbum, cuatro singles fueron top ten: el más exitoso y aclamado por la crítica "Take Me Out", seguido de "The Dark of the Matinée", "This Fire" y "Michael" (que llegó a n.º 17). El primer álbum de la banda logró vender cinco millones de copias en el mundo.
El segundo disco de la banda, You Could Have It So Much Better, fue n.º 1 en el Reino Unido, al vender 101 884 copias en su primera semana, del que se extraen las canciones "Do You Want To", "Walk Away" y "The Fallen".
El tercer álbum de la banda, Tonight: Franz Ferdinand, se anunció a finales de 2008 y fue publicado en enero de 2009. En el álbum se destaca el cambio de estilo musical, ya que la banda cambió su sonido post-punk característico de sus dos primeros álbumes, por un sonido más bailable. El álbum ganó una aceptación comercial positiva así como reseñas positivas, pero no fue tan aclamado como sus dos primeros álbumes. Un álbum de versiones dub de algunas canciones de Tonight, titulado Blood, fue lanzado en julio de 2009.
Cuatro años después del lanzamiento de Tonight, en 2013, la banda lanzó su cuarto álbum de estudio titulado, Right Thoughts, Right Words, Right Action, producido por la propia banda.
En 2015, se anunció que Franz Ferdinand y la banda americana de rock, Sparks, se habían unido para formar un supergrupo llamado FFS. Este supergrupo lanzó un álbum titulado FFS en junio de 2015.
En julio de 2016, se anunció que Nick McCarthy se tomaría un descanso de la banda y no formaría parte de ella, al menos para la grabación y la gira del quinto álbum de Franz Ferdinand, ya que se dedicará a asuntos familiares y a otros proyectos musicales, pero no se descarta un regreso a la banda en un futuro.
A lo largo de 2016, la banda y sus integrantes fueron colgando en sus cuentas de Instagram fotografías en el estudio de grabación, así como el tema "Demagogue", enmarcado dentro de la campaña 30 Days, 30 Songs. Su último álbum es Always Ascending, de 2018.
El 21 de octubre de 2021 la banda comunicó la salida de Paul Thomson de la formación. Asimismo, la banda anunció el relevo del puesto de batería por la escocesa Audrey Tait.

## Historia

### Formación
Todos los miembros de Franz Ferdinand estuvieron anteriormente en distintas bandas independientes en la década de los '90 como The Karelia, Yummy Fur, 10p Invaders, Pulguishona y Embryo. Alex Kapranos y Paul Thomson tocaban juntos en Yummy Fur y posteriormente se unieron para escribir canciones. Alrededor de la misma época Kapranos enseñó a su amigo, Bob Hardy, cómo tocar el bajo. Kapranos se reunió con Nick McCarthy en el año 2001 que regresaba a Escocia después de estudiar jazz en Alemania.
En mayo de 2003, la banda firmó con el sello discográfico independiente, Domino Records. La banda había grabado un EP Darts of Pleasure, el que pretendían lanzar ellos mismos, pero fue lanzado por Domino a finales de 2003. La cubierta del disco fue diseñada por Thomson. Llegó al n.º 43 en la lista del Reino Unido [cita requerida]. La banda ganó el Premio Philip Hall Radar, en la ENM de los Premios de 2004, anunciado a finales de 2003.

### Álbum debut y el éxito

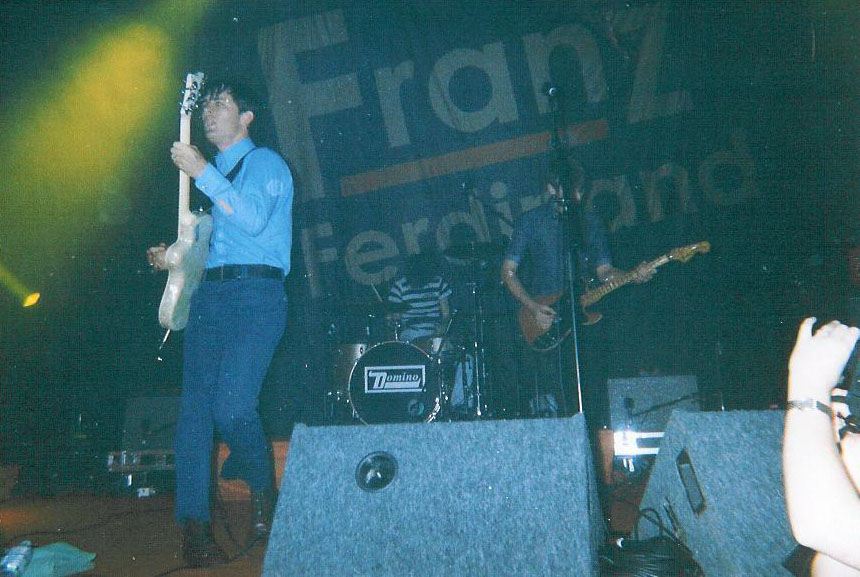
La banda tocando en 2004

La banda se trasladó a Gula Studios en Malmö, Suecia con Tore Johansson, productor de The Cardigans para grabar su disco de debut. En enero de 2004, el sencillo "Take Me Out" alcanzó el tercer puesto en las listas de ventas del Reino Unido. El álbum Franz Ferdinand, se lanzó a principios de 2004, debutando en la tercera posición de discos en el Reino Unido en febrero de 2004 y en el décimo segundo en Australia, en abril de 2004. El álbum solo alcanzó los niveles más bajos de la lista Billboard 200 Álbum en los EE. UU., pero alcanzó el top 5 de la tabla de indie rock. Después de un par de viajes a América del Norte y la gran rotación del vídeo "Take Me Out" en MTV, el álbum alcanzó el n.º 32 en Billboard 200 después, en 2004, y vendió más de un millón de copias en los Estados Unidos.
Franz Ferdinand en general recibió una respuesta positiva de los críticos. ENM dice que la banda fue el más reciente que sigue la línea del arte de grupos de rock como Duran Duran, The Beatles, The Rolling Stones, The Who, Roxy Music, Sex Pistols, Wire, Travis y Blur.
En la revisión del álbum en la BBC, dice: "En solo 38 minutos de duración "Franz Ferdinand" no podía ser un álbum largo, pero es una obra maestra de funky, punky, suave fresco de la primera canción a la última. All Music Guide clasificaron el álbum con cuatro de cinco estrellas y dijo: "Franz Ferdinand termina siendo gratificante de manera diferente al anterior trabajo banda, pero es evidente que aún son uno de los grupos más excitantes de fuera del garage-rock / post-punk revival".
El 7 de septiembre de 2004, el álbum de 2004 fue galardonado con el Premio Mercury Music. En Australia, "Take Me Out" ganó el Triple J Hottest 100 del año 2004. Franz Ferdinand procedió a ganar un Premio Ivor Novello en 2004 y dos Brit Awards en 2005. El vanguardista video de "Take Me Out" ganó en la categoría "Video Revelación" en la entrega de los MTV Video Music Awards del 2004. La ENM llamó a "Franz Ferdinand" el mejor álbum de 2004, y también lo puso 38.º en la Lista de los 100 Mejores Álbumes. La banda se presentó en los Grammy de 2005, interpretando "Take Me Out", en un "Medley" en vivo con Los Lonely Boys, Maroon 5, Black Eyed Peas y Gwen Stefani.

### You Could Have It So Much Better
La banda pasó la mayor parte de 2005 en el estudio en Escocia trabajando en la grabación de su álbum, You Could Have It So Much Better, que fue lanzado el 3 de octubre de 2005. La intención de la banda, inicialmente, era de titular el disco igual que su debut, pero cambiaron a You Could Have It So Much Better... With Franz Ferdinand antes de escoger definitivamente el título. El diseño de la cubierta del álbum fue el retrato de Lilya Brik de Alexander Rodchenko de 1924. La banda trató de ampliar su abanico musical en el álbum. Después de la aclamación de la crítica de su álbum debut, algunos comentarios hacia el nuevo álbum se hizo más polarizado, con algunas quejas de que la grabación fue de urgencia. Sin embargo, fue en general bien recibido en la prensa y visto como un álbum igual o mejor que el primero por la mayoría de los críticos, incluidos los ENM. En el Reino Unido, el álbum fue número 1 y número 8 en los EE. UU.
Sobre la gira que siguió al lanzamiento del álbum, Franz Ferdinand rompió el récord de la presentación más larga en el Alexandra Palace, al norte de Londres, tocando 4 noches con todas las localidades vendidas durante noviembre-diciembre de 2005. Para apoyar el álbum, cuatro sencillos fueron lanzados. Incluyendo en ese set un sencillo doble lado A que contiene un videoclip (el lado AA "L. Wells" y el videoclip "Jeremy Fraser" que no fueron incluidos en el álbum grabados a comienzos de 2006 durante el tour de la banda en Australia en apoyo al álbum). También incluye otro videoclip llamado "Wine In the Afternoon" que es un lado-B de "Eleanor Put Your Boots On" y que no fue incluido en el álbum pero grabado en el tour por Míchigan, Estados Unidos. "Do You Want To" llegó al número 4, mientras "Walk Away" y "The Fallen" entraron al número 15 de la lista UK Singles Chart. El 4 y último sencillo del álbum, "Eleanor Put Your Boots On" alcanzó el número 30.

### Tonight: Franz Ferdinand
Las primeras sesiones para el tercer álbum empezaron en enero de 2006, en medio de la gira de You Could Have It So Much Better en Australia y Nueva Zelanda. A principios de septiembre de 2006, la agrupación manifestó que se iban a tomar un descanso después del Carling Weekend y de tocar en dos espectáculos en Brasil, además de telonear en febrero a U2 por Sudamérica, lo cual los llevó por Argentina, Brasil y Chile, donde se presentaron en el XLVII Festival Internacional de la Canción de Viña del Mar.
El 8 de marzo de 2007 la banda comenzó el proceso oficial de grabación de su tercer álbum. El 8 de octubre de ese mismo año, Alex Kapranos contó en un concierto de Brooklyn que el proceso de grabación del nuevo álbum había terminado, poniéndole finalmente el nombre de Tonight: Franz Ferdinand. También indicó que el disco será más bailable que los dos discos anteriores, además de tener influencias africanas. A finales de 2007 presentaron su nuevo sencillo "Ulysses", adelanto del nuevo disco, el cual salió a la venta el 26 de enero de 2009. La placa tuvo una recepción crítica muy positiva y tanto el primer sencillo como "No You Girls" tuvieron una gran repercusión internacional.
Hubo dos lanzamientos asociados a este álbum. Primero, el disco de versiones dub de algunas canciones de Tonight, titulado Blood. Más adelante Franz Ferdinand convocó a Debbie Harry, LCD Soundsystem, Peaches y ESG para que graben versiones de algunos cortes del álbum para el lanzamiento especial para el Record Store Day Covers EP, que a su vez tuvo su versión remix.
La publicación de este nuevo material discográfico los llevaría a una extensa gira. En marzo y en abril de 2010 Franz Ferdinand visitaron países como Colombia, Venezuela, Perú, Chile, Argentina, Brasil, Paraguay y México donde la curiosidad de los integrantes por conocer las culturas latino-americanas los hizo absorber lo más posible de cada país durante los pocos días que se quedaban en cada uno.

### Right Thoughts, Right Words, Right Action
En febrero de 2010, la banda anunció que había comenzado a trabajar en un nuevo álbum. Kapranos dijo que la banda se auto-prometió que no se concentrarían en la divulgación y publicidad sobre su progreso al ser algo de lo que se arrepentía de álbumes anteriores. En mayo de 2012 durante su concierto en Limerick la banda ofreció cuatro nuevas canciones que podrían estar incluidas en su nuevo trabajo. En marzo del 2013, Franz Ferdinand continuó de gira y estrenando nuevas canciones. A principios de marzo estrenaron "Evil Eye" y "Love Illumination", mientras que a finales del mes estrenaron "Goodbye Lovers & Friends".
El 16 de mayo de 2013, Franz Ferdinand anunció oficialmente su cuarto álbum, titulado Right Thoughts, Right Words, Right Action, junto al arte de la portada, el listado de las canciones, y dando a conocer la fecha de salida, 26 de agosto de 2013. A fines de junio, Franz Ferdinand desveló el audio oficial de dos de sus canciones nuevas "Love Illumination" y "Right Action". El sonido del álbum vuelve a las raíces rock de la banda y tuvo buen acompañamiento crítico y comercial.

### Always Ascending
En julio de 2016, la banda comunicó a sus fanes que Nick McCarthy se tomaría un descanso de la banda para enfocarse en su familia y sus proyectos personales (más concretamente el de su pareja, Manuela). En mayo de 2017, Julian Corrie y Dino Bardot fueron presentados como nuevos miembros de la banda. En octubre de 2017, Franz Ferdinand anunció el lanzamiento de su nuevo disco Always Ascending para el 9 de febrero de 2018.
El 21 de octubre de 2021 la banda comunicó la salida de Paul Thomson de la formación. Asimismo, la banda anunció el relevo del puesto de batería por la escocesa Audrey Tait.

## Nombre

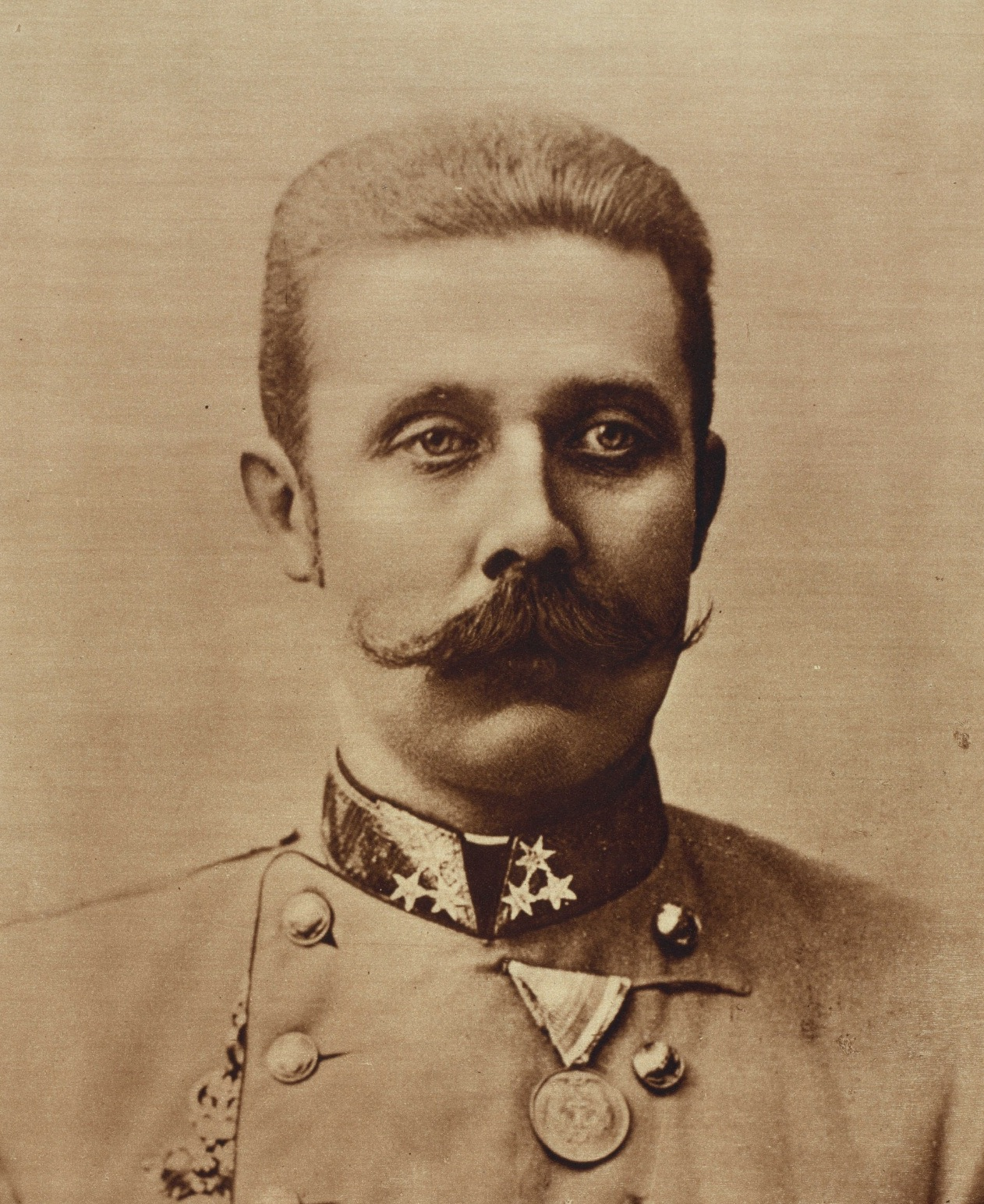
El Archiduque Francisco Fernando de Austria, inspiración del nombre de la banda.

El nombre de la banda fue inspirado en un caballo de carreras llamado El archiduque. Después de ver correr el caballo en la televisión, la banda comenzó a discutir si "Archduke Franz Ferdinand" (Archiduque Francisco Fernando) sería un buen nombre para la banda, por las consecuencias de la muerte del archiduque (su asesinato fue el más importante de los muchos factores que condujeron a la Primera Guerra Mundial).
Además, este nombre es también el del último comandante del campo de concentración de Auschwitz, Rudolf Franz Ferdinand Höß, de origen alemán, posteriormente ahorcado después de su juicio, a manos de los aliados.

## Arte
La banda se destaca por el uso de imágenes vanguardistas rusas en las cubiertas de los álbumes y los sencillos. Los ejemplos incluyen "You Could Have It So Much Better", que hace referencia a un retrato de 1924 de Lilya Brik por Alexander Rodchenko, "Take Me Out", que hace referencia a Una sexta parte del mundo, también por Rodchenko.
También en "Outsiders" la letra es una referencia a los artistas Auguste Rodin, Man Ray y Salvador Dalí.

### Vídeos
Muchos de los videos para promover los sencillos de la banda de sencillos fueron inspirados en la vanguardia rusa
al igual que las tapas de sus CD.
El vanguardista video de Take Me Out, dirigido por Jonas Odell, se inspiró en dadaísmo, coreografías Busby Berkeley y diseño constructivista ruso. Alex Kapranos explica las numerosas y variadas influencias detrás de la promoción del estilo del segundo singles 'Take Me Out': "Es de tipo bidimensional en un estilo tridimensional que si tiene sentido. Se trata de un montaje de imágenes, (nosotros mismos), y cosas tomadas de otros lugares y ponerlas juntas de manera abstracta. Eso es lo que le da al video un estilo extraño".

## Influencias
Al igual que Bloc Party y otras jóvenes bandas desde el año 2000, Franz Ferdinand echa sus raíces a partir de la música de los Talking Heads, Gang of Four, Duran Duran, Kraftwerk o incluso Wire. Del mismo modo parece que la banda haya aprendido la lección de los veteranos: conservando lo mejor sin caer en la caricatura y creando prácticamente un nuevo género. El juego escénico de The Who (véanse los saltos en el escenario de Alex Kapranos) junto con el talento de composición, la desenvoltura y la clase de los Beatles (de lo que son muestra canciones como “Eleanor Put Your Boots On” o “Jacqueline”), una rítmica potente a la Kinks (a imagen de las potentes “The Dark of The Matinée”, “This Fire”,…) podrían caracterizar algunas actitudes y sonidos del grupo. No obstante Franz Ferdinand ha encontrado un estilo fresco y dinámico que le es propio.

## Discografía
- Franz Ferdinand (2004)
- You Could Have It So Much Better (2005)
- Tonight: Franz Ferdinand (2009)
- Right Thoughts, Right Words, Right Action (2013)
- Always Ascending (2018)
- The Human Fear (2025)

En colaboración
- FFS, junto a la banda estadounidense Sparks (2015)

## Premios
| Año  | Premio         | Categoría                         |
| ---- | -------------- | --------------------------------- |
| 2004 | Premio Mercury | Premio Mercury                    |
| 2004 | Premios NME    | Philip Hall Radar Award           |
| 2004 | Premios Q      | Mejor Video (Take Me Out)         |
| 2005 | Premios Brit   | Mejor Grupo                       |
| 2005 | Premios Brit   | Mejor Actuación de Rock Británico |
| 2005 | Premios NME    | Mejor Canción (Take Me Out)       |
| 2005 | Premios NME    | Mejor Álbum (Franz Ferdinand)     |
| 2006 | Premios NME    | Mejor Banda en vivo               |

## Integrantes

### Formación actual
- Alex Kapranos: Voz principal, guitarra solista y teclados.
- Bob Hardy: Bajo.
- Dino Bardot: Guitarra.
- Julian Corrie: Guitarra, coros y teclados.
- Audrey Tait: Batería

### Antiguos miembros
- Nick McCarthy: guitarra rítmica, teclados y voz de respaldo.
- Paul Thomson: batería, percusiones, coros y ocasionalmente guitarra